# El valle del gusano
El valle del gusano es un cuento de Robert E. Howard publicado originalmente en inglés y que se encuadra dentro del "Ciclo de la memoria racial". Traducido por primera vez al español en 1986, es una obra que pertenece al género de la ‘fantasía heroica’.

## Argumento
El protagonista Niord es miembro del pueblo de Nordheim. La emigración le lleva junto con su pueblo a enfrentarse a la tribu del picto Grom. Tras un duro combate en el que Niord perdona la vida a su adversario, ambos se hacen amigos. Bragi, hermano de Niord se asienta junto con una parte de la tribu en el Valle de las Piedras Rotas. Grom intenta disuadirles pero nadie atiende sus razones. A los pocos días el nuevo asentamiento es arrasado y sus pobladores exterminados por un ser desconocido. Grom le hace ver a Niord que ha sido el gusano que mora en lo profundo de un pozo entre las ruinas del valle. Niord busca venganza. Tras un combate singular mata a la bestia pero es herido de muerte por ella. Antes de morir en su agonía, pide a Grom: 

“Que mi tribu recuerde. Que la historia sea contada de campamento en campamento, de tribu en tribu, de modo que ni hombre ni diablo puedan hacer presa en el pueblo de dorada cabellera de Asgard y seguir a salvo. Que me construyan un túmulo donde descanso y que me pongan dentro de él con mi arco y mi espada junto a las manos, para guardar este valle para siempre; de modo que si el fantasma del dios que maté surge de las profundidades, mi fantasma esté siempre dispuesto a presentarle batalla”.
El valle del gusano, traducción de Albert Solé, Editorial Martínez Roca, 1986.